# غردينية راتينجية
غردينية راتينجية (الاسم العلمي:Gardenia resinosa) هي نوع من النباتات تتبع جنس الغردينية من الفصيلة الفوية.